# Dypsis aquatilis
Dypsis aquatilis – gatunek palmy z rzędu arekowców (Arecales). 
Występuje endemicznie na Madagaskarze. Znane są tylko 2-5 jego naturalne siedliska.
Rośnie w bioklimacie wilgotnym. Jego naturalnym siedliskiem są słodkowodne bagna.